# 布雷謝峰

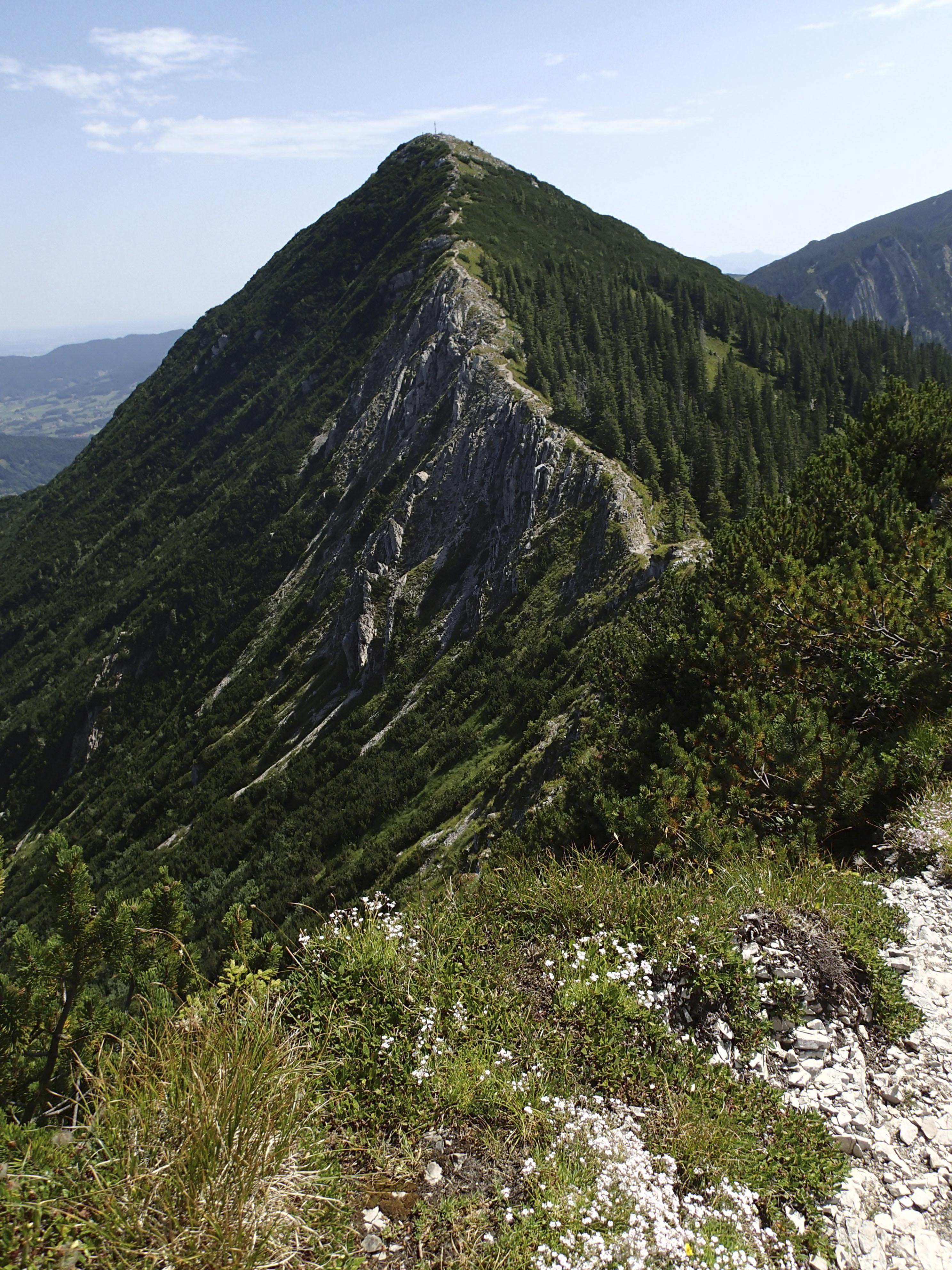

47°40′35″N 11°52′16″E / 47.67648°N 11.87104°E
布雷謝峰（德語：Brecherspitz），是德國的山峰，位於該國東南部，由巴伐利亞負責管轄，屬於芒法爾山脈的一部分，距離耶格坎普山2.2公里，海拔高度1,683米，每年平均降雨量1,764毫米。